# Hypogée de San Manno

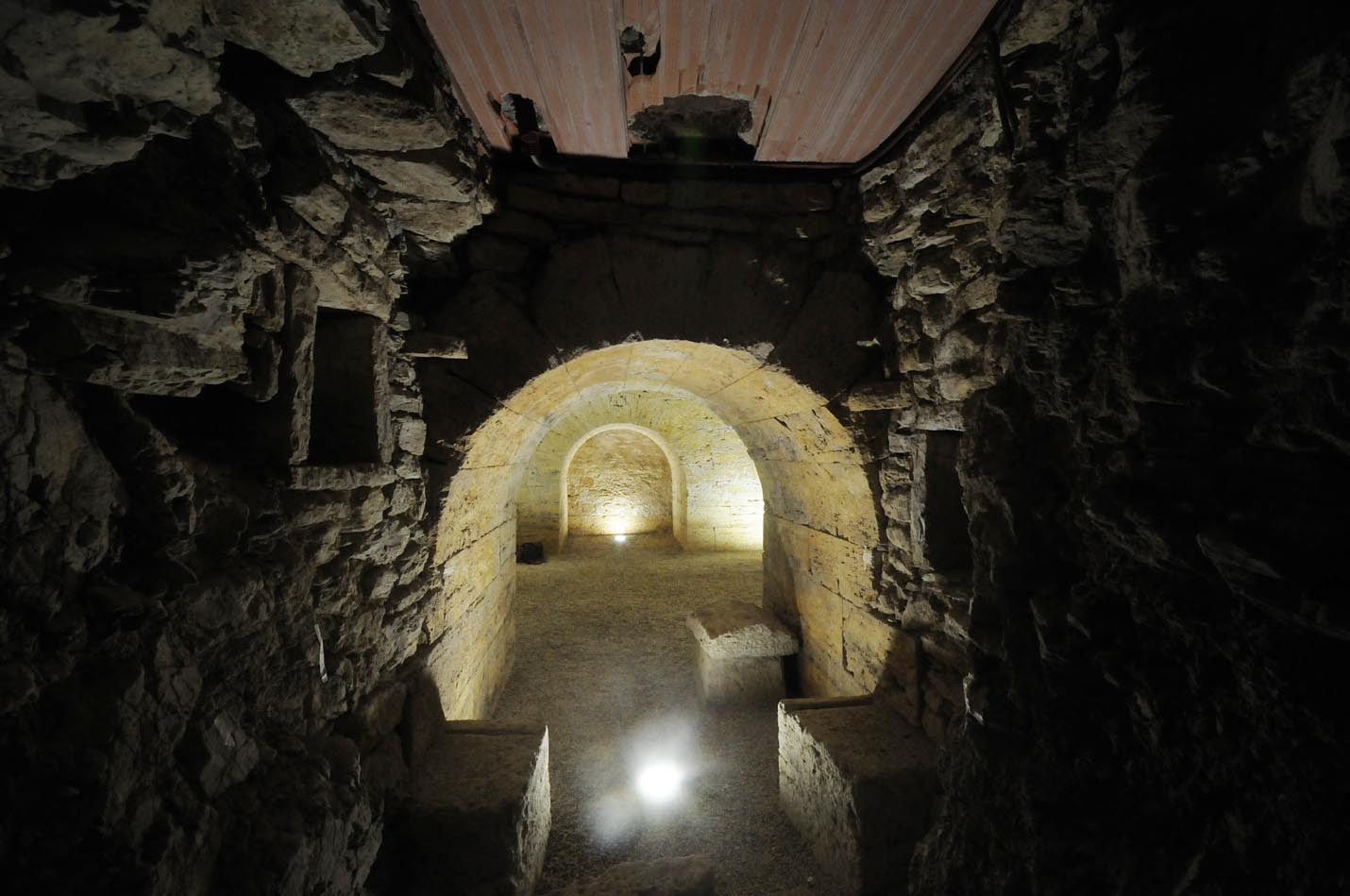
Cellule de gauche

L'Hypogée San Manno  est une tombe étrusque à hypogée datant probablement du IIIe siècle av. J.-C. Elle est située près de la ville de Pérouse en Ombrie.

## Description
La tombe fait partie de la vaste zone archéologique de la ville de Pérouse.
Elle se situe à l'ouest de la ville  dans la frazione de Ferro Cavallo, dans une église  médiévale ayant appartenu aux chevaliers de Malte. Il s'agit d'une tombe a camera dont la voûte en berceau est construite en blocs de tuf volcanique et deux cellules latérales de même forme mais plus petites disposées symétriquement de chaque côté, selon un style architectural anticipant celui des structures romaines des IIe et Ier siècles av. J.-C. et qui fait partie de la crypte de l'église.
Sur l'arc d'accès de la cellule de gauche une inscription étrusque est gravée sur trois lignes de différentes longueurs. Le texte mentionne le tombeau construit par Aule et Larth de la famille Precu et rappelle le père Larth et la mère de famille Cestna.

### Biographie
- Electa editori umbri associati, Pérouse, 1993, p.  179-180
- Simone Sisani, Umbria, Marche (Guide Archeologiche Laterza), GLF editori Laterza, Rome; Bari, 2006, p. 29